# Martin Černoch
Martin Černoch (n. 18 noiembrie 1977) este un fotbalist ceh retras din activitate. A jucat în România pentru echipele Politehnica Iași și Ceahlăul Piatra Neamț.